# Диарбекир
Диа̀рбекир (на турски: Diyarbakır, произношение на турски Диярбакър, кюрдски: Amed или Diyarbekir, на арменски: Ամիդ, Амид) е град в Югоизточна Турция, край река Тигър и единадесети по големина в страната. Градът е главен административен център на едноименния вилает Диарбекир.
Градът и неговата крепост Диарбекир са известни в българската история поради това, че през 19 век там са изпращани на заточение дейци на българското националноосвободително движение.
През 2018 година населението на града е 1 732 396 души.

## История
Исторически този древен град е основан като Амида или Амед. В IV в., по заповед на Констанций II са издигнати градски крепостни стени от базалтов камък. През 359 г. Амид е завладян от персийския шах Шапур. Впоследствие Юстиниан I си връща града и провежда допълнителни фортификационни работи. След това византийците отново са изместени от иранците. През 640 г. градът е завоюван от арабското племе Бекир (или Бекр) и името му е променено на Диарбекир. Диарбекир е спирка от Пътя на коприната. През 958 г. византийците си връщат контрола над града. В 1001 г. Диарбекир става резиденция на кюрдската династия Мерваниди. През 1085 г. преминава в туркменски ръце. В 1534 година Диарбекир е завоюван от султан Сюлейман Великолепни и влиза в състава на Османската империя. Византийската крепост получава названието Ич-кале.
През 1847 година, избухва кюрдско въстание, оглавено от Бедрхан-бей, но е потушено. Диарбекир става център на провинция Кюрдистан, населена предимно с арменци (съществуват 7 арменски училища). В 1864 г. провинция Кюрдистан е преименувана на провинция Диарбекир. В XIX-XX век османските власти често заточват в Диарбекир дейци на българското и македонското (търси се исторически извор за второто) националноосвободително движение (в т. ч. над 300 члена на ВМОРО).
В хода на първия погром над арменците на 1 – 3 ноември 1895 г. при султан Абдул Хамид II, турците извършват в града масово клане на арменци и асирийци. Загиват 3000 души, ранени са 1500. До основи са разрушени две крайградски арменски села.
Към 1915 година в града и околните села живеят 296 000 души, от които 105 000 арменци (35,5 %)), 55 000 кюрди (18,6 %), 45 000 турци (15,2 %) и 91 000 (30,7 %) други народи (асирийци, араби, черкези и т. н.) Християните съставляват над 50 % от населението на града. Поради организирания от турските власти арменски геноцид (ръководен от министъра на вътрешните работи Мехмед Талат паша) цялото християнско население е избито или депортирано.
През 20 век Турски Кюрдистан става арена на продължителен конфликт с различна интензивност, стигащ до партизанска война между турските въоръжени сили и терористичната кюрдска организация на Кюрдската работническа партия ПКК. Кемалистите установяват контрол над Диарбекир през 1923 година. В 1937 г. Ататюрк лично посещава града след поредния конфликт с местните кюрди и се разпорежда името на града да стане Диарбакър (от турската дума „bakır“ – „мед“).
В 1966 г. в Диарбекир е основан филиал на Анкарския университет, превърнал се през 1973 г. в независимия университет Тигрис.
В периода 1981 – 2002 години е закрит град поради бойните действия между турските въоръжени сили и отряди на ПКК.

## Личности
Родени в Диарбекир
- Сонгюл Йоден (р. 1979 г.), турска театрална и филмова актриса